# Keisuke Honda
Pour les articles homonymes, voir Honda (homonymie).
Keisuke Honda (本田 圭佑, Honda Keisuke), né le 13 juin 1986 à Settsu (Osaka) au Japon, est un footballeur international japonais qui évolue au poste de milieu de terrain. 
En 2010, il est nommé par l'UEFA dans l'équipe de l'année en tant que milieu offensif en concurrence avec Wesley Sneijder et Cesc Fàbregas, entre autres.
Le 8 juin 2015, il devient avec ses frères, Hiroyuki et Youji, propriétaire à 49 % du club autrichien SV Horn via sa compagnie Honda ESTILO.
À l'instar de Rivaldo et de Kazuyoshi Miura (une des légendes du football japonais), il est l'un des rares joueurs à avoir évolué sur quatre continents différents. En effet, il joue dans quatre confédérations différentes que sont l'AFC, , l'UEFA, la CONCACAF et la CONMEBOL.
Il est considéré comme l'un des meilleurs joueurs japonais de l'histoire.

## Caractéristiques
Milieu de terrain très complet, il peut également jouer second attaquant ou ailier. C'est un gaucher, tireur de coups francs, notamment connu pour sa puissance de frappe et ses ballons flottants.

## Jeunesse
Né Settsu au Japon, Keisuke Honda commence à jouer au football dans le club local de Settsu, lorsqu'il est à l'école primaire. Plus tard, il rejoint la section juniors du Gamba Osaka, mais ne parvient pas à se hisser en catégorie jeunes.
Il entre alors à la Seiryo High School dans la préfecture d'Ishikawa et commence à jouer pour le club de l'école supérieure. Il est l'un des joueurs clés, lorsque Seiryo atteint les demi-finales du championnat national des écoles supérieures.

## Carrière

### En club

#### Nagoya Grampus Eight
En 2004, il intègre l'effectif pro du Nagoya Grampus Eight en J1 et joue son premier match pro, alors qu'il est encore étudiant en Nabisco Cup. En 2005, il joue son premier match en J-League et délivre une passe décisive.
Il jouera 35 matches lors de cette saison et deviendra un joueur régulier de l'effectif.
En 2006, Honda joue 34 matches et inscrit pas moins de 8 buts. Pour sa dernière saison au Japon, il joue à 34 reprises et marque 3 buts.
Au total Keisuke aura joué 105 matches et inscrit 13 buts toutes compétitions confondues (dont 90 rencontres et 11 buts en championnat).

#### VVV-Venlo

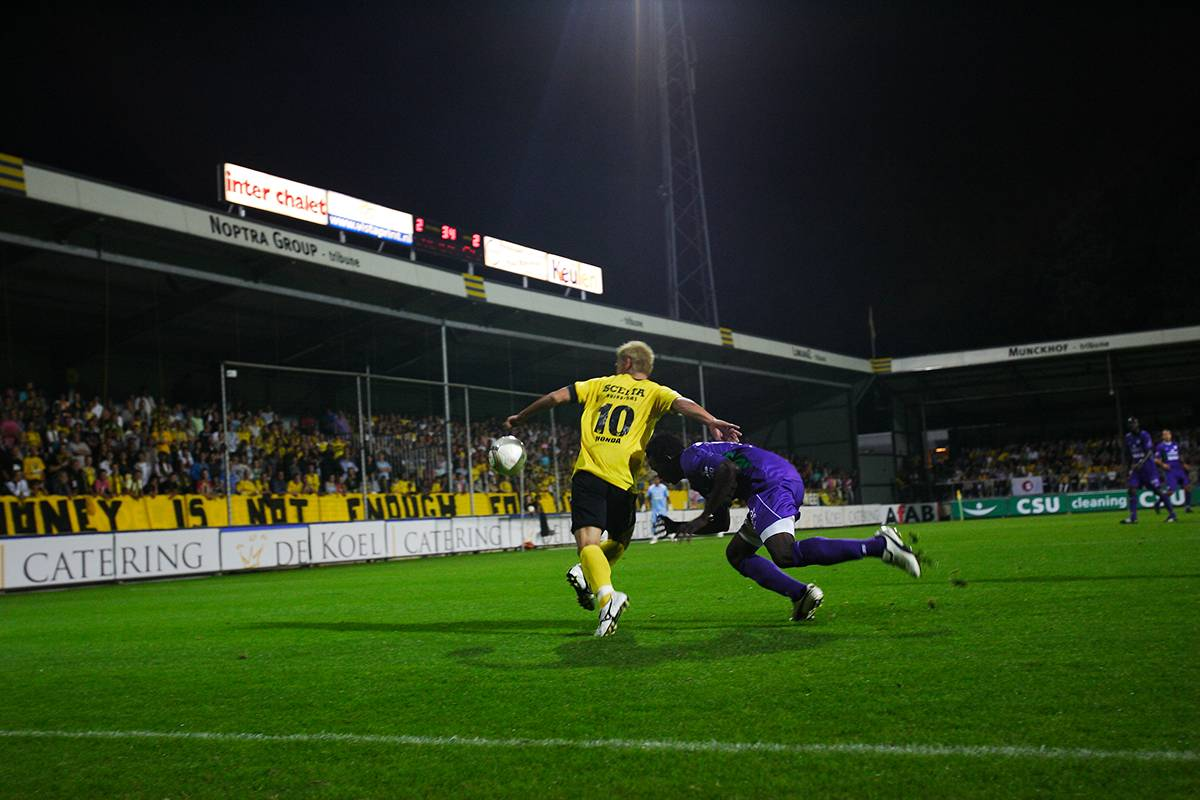
Honda assure le spectacle au Stadium de Koel

Le 16 janvier 2008, avec l'aide de Sef Vergoossen qui facilitera son transfert, il signe pour deux ans et demi avec le VVV Venlo, alors en première division néerlandaise. 
Il joue son premier match sous ses nouvelles couleurs le 20 janvier 2008, en entrant en jeu à la place de Jason Oost lors d'un match d'Eredivisie face au PSV Eindhoven (1-1). Honda inscrit son premier but pour le club face au Feyenoord Rotterdam, le 15 mars 2008. Titulaire ce jour-là, il ne peut empêcher la défaite de son équipe par quatre buts à un.
Honda devient vite un élément vital du club et joue régulièrement la deuxième partie de saison.
Néanmoins, le VVV est relégué en seconde division, mais Keisuke Honda décide de rester.
Un an après leur relégation, les joueurs du VVV réintègrent l'élite hollandaise, après avoir remporté le titre de champion d'Eerste Divisie. Le jeune joueur japonais contribue largement à cette ascension, en inscrivant 16 buts en 36 matches de championnat. Il recevra d'ailleurs cette année-là le trophée de Taureau d'Or, synonyme de meilleur joueur du championnat.
Honda commence la saison 2009-2010 sur les chapeaux de roues, marquant 5 buts en 4 matches seulement dont un doublé contre ADO La Haye.

#### CSKA Moscou
Après avoir été proposé à certains clubs français sans succès, il signe en janvier 2010 un contrat de quatre ans avec le CSKA Moscou pour une indemnité de transfert évaluée à 9 millions d'euros. Il devient ainsi le premier footballeur japonais à évoluer en Russie. Il marque son premier but lors de la première journée du Championnat le 12 mars 2010 dans les dernières secondes du match contre le FC Amkar Perm offrant à son club sa première victoire de la saison en match officiel sur le score de 1 but à 0.

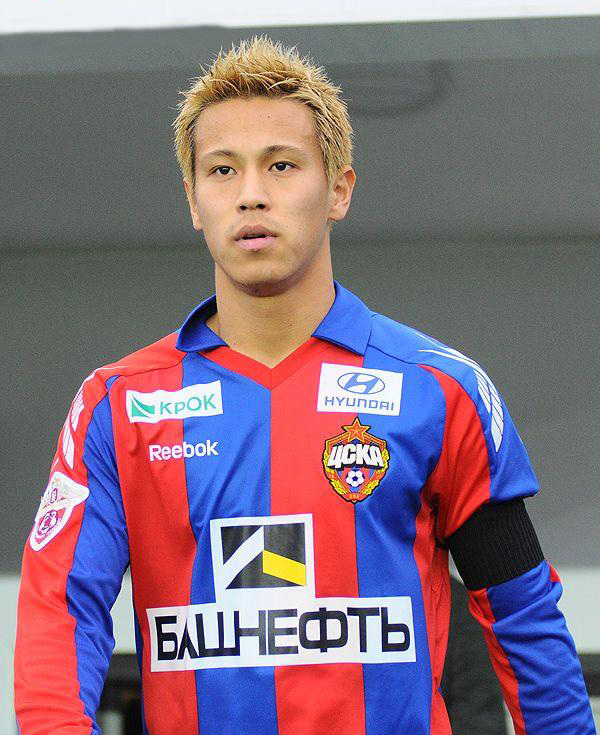
Honda avec le CSKA lors de la supercoupe de Russie 2013.

Le 16 mars 2010, son nom fait le tour de l'Europe lorsqu'il permet au CSKA de se qualifier pour la première fois de son histoire pour les 1/4 de finale de la Ligue des champions en marquant le but vainqueur sur un coup franc lumineux, véritable boulet de canon de près de 30 m à la 55e minute lors du match retour à l'extérieur contre le FC Séville (score final 1-2).
Ses débuts dans la capitale russe se passent très bien, et au retour d'une Coupe du monde remarquée où il aura été le principal acteur de la réussite nippone, alors qu'il est annoncé sur les tablettes de plusieurs clubs prestigieux d'Europe tels Arsenal, l'AC Milan ou encore Liverpool, le manager du CSKA, Leonid Sloutski décide contre toute attente de le replacer milieu central, voire défensif, poste où il se cantonnera aux tâches ingrates jusqu'à la fin de la saison.
En effet, l'entraîneur lui préfère un autre milieu offensif, Alan Dzagoev, grand espoir du football russe, âgé d'à peine 20 ans et déjà prédit dans les plus hautes sphères du football mondial.
Néanmoins, Keisuke Honda réalisera une saison pleine à Moscou en étant titulaire sur 24 des 28 matchs joués, 4 goals et 5 passes décisives en championnat.
Le 28 novembre 2010, lors de la dernière journée du championnat russe, le CSKA termine deuxième et décroche une place directe pour les phases de poule de la Ligue des champions 2011-2012.
Le 17 mars 2011, le CSKA est éliminé en huitièmes de finale de la Ligue Europa par le FC Porto, futur vainqueur. Le 22 mai 2011, le CSKA remporte la Premier-Liga grâce à un doublé de Seydou Doumbia dont un, sur une passe décisive de Keisuke Honda.
Le 1er juin 2013, le CSKA Moscou réalise le doublé coupe et championnat aux tirs au but face à l'Anji Makhatchkala. Puis le 13 juillet 2013, Keisuke Honda marque un doublé en Supercoupe de Russie lors de la victoire 3 buts à 0 contre le Zénith Saint-Pétersbourg.

#### AC Milan

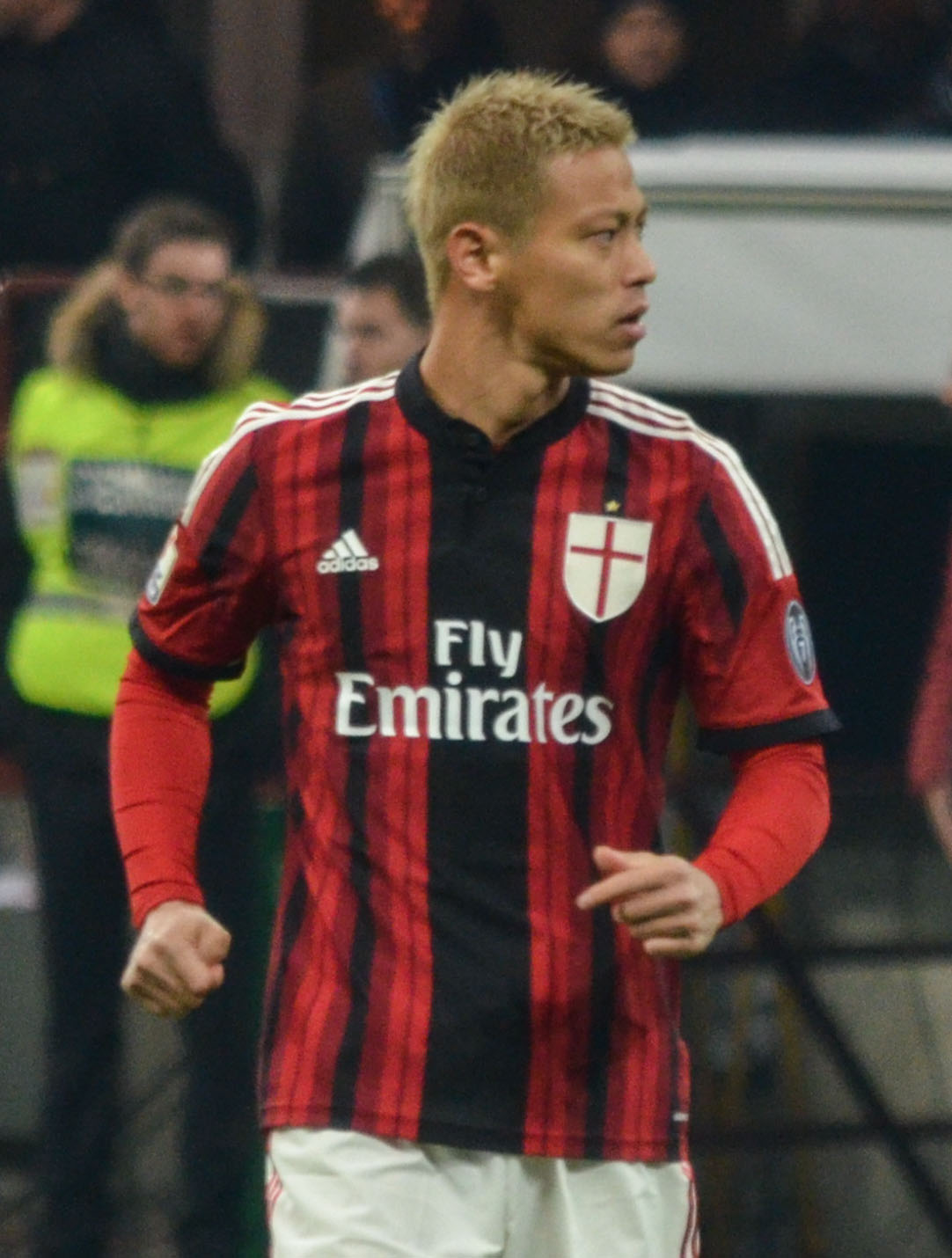
Honda avec le Milan AC en 2015.

Le 27 octobre 2013, l'entraîneur de l'AC Milan, Massimiliano Allegri, officialise l'arrivée du Japonais pour cause de fin de contrat avec le CSKA Moscou.
Son transfert vers le club lombard est rendu officiel par le directeur sportif du club, Adriano Galliani, le 11 décembre 2013. Il rejoint le club italien le 3 janvier 2014. Il porte le numéro 10, laissé libre depuis le départ de Kevin-Prince Boateng vers le club de Schalke 04.
Le 12 janvier, il effectue ses premières minutes sous ses nouvelles couleurs en entrant en jeu contre Sassuolo lors de la 19e journée de Série A pour une défaite 4-3. Trois jours plus tard, il inscrit son premier but contre Spezia en huitièmes de finale de la Coupe d'Italie (victoire 3-1).
Il marque son premier but en Serie A le 7 avril 2014, lors de la victoire à l'extérieur du Milan, obtenue sur la pelouse du Genoa CFC (1-2 score final).
Il est symbole de la montée en puissance du club rossonero au cours du mois d'aout 2014 grâce à ses 3 buts et 1 passe décisive en 3 matchs.
Le 23 août 2014, il est élu meilleur joueur du Trofeo Tim grâce à une prestation ponctué d'un but et une passe décisive pour son coéquipier Stephan El Shaarawy.
Le 31 août, il marque son premier but (et par la même occasion de l'AC Milan) pour l’exercice 2014-2015 lors de la première journée de Serie A face à la Lazio Rome, score final 3-1 pour les Milanais.
Replacé ailier droit par Filippo Inzaghi dans un schéma en 4-3-3, Honda fait preuve d'une efficacité redoutable devant les cages adverses en ce début de saison, en moyenne la moitié de ses tirs se convertissent en but. Le 19 octobre il marque son premier doublé en Serie A lors de la victoire 1-3 sur la pelouse de l'Hellas Verona, ce qui lui permet de devenir momentanément meilleur buteur du championnat avec 6 buts en 7 journées devant Carlos Tévez.

#### CF Pachuca
Le 14 juillet 2017, Keisuke Honda s'engage pour six mois avec le club mexicain CF Pachuca. Dès son premier match pour Pachuca, il inscrit son premier but, le 23 août 2017, lors d'une rencontre de championnat face au Tiburones Rojos de Veracruz. Il entre en jeu à la place d'Ángelo Sagal et participe avec son but à la victoire de son équipe (4-1 score final).

#### Melbourne Victory FC
Il quitte le Mexique un a plus tard pour rejoindre l'Australie et le Melbourne Victory FC en août 2018. Quelques jours plus tard, il est annoncé qu'il sera en même temps le sélectionneur de l'équipe nationale du Cambodge.
Honda marque son premier but dès son premier match pour Melbourne Victory, le 20 octobre 2018, lors d'une rencontre de championnat face au rival de Melbourne City. Titulaire, il ouvre le score, mais son équipe est tout de même battue (1-2 score final).

#### Vitesse Arnhem
Sa signature dans le club néerlandais du Vitesse Arnhem est annoncée le 6 novembre 2019, après plusieurs semaines de mise à l'essai par le club. Fin-décembre, il quitte déjà le club, après seulement quatre matchs disputés et le départ de Leonid Sloutski.

#### Botafogo
En février 2020, Honda rejoint Botafogo où il est accueilli comme une star. Le 15 mars 2020, pour son premier match, en phase de poule du Championnat Carioca contre Bangu, il marque son premier but et en profite ainsi pour inscrire le 100e but de sa carrière.
Le 31 décembre 2020, mécontent de sa situation au club, il résilie son contrat avec Botafogo à deux mois de son terme.

#### Portimonense
Le 5 février 2021, il signe un contrat jusqu'à la fin de la saison avec le Portimonense SC. Cependant, cinq jours plus tard il résilie son contrat avec le club portugais en raison du règlement de la Ligue des clubs. En effet, selon celui-ci, il aurait dû résilier son précédent contrat avec Botafogo avant le mois d'octobre 2020 afin d'être éligible pour jouer en février.

#### Neftchi Bakou
Le 15 mars 2021, il s'engage avec le Netchi Bakou en Azerbaïdjan.
Le 16 juin 2021 est annoncé le départ de Keisuke Honda de Netchi Bakou. Le joueur quitte le club après sept matchs joués et deux buts inscrits.

### Sélection japonaise
Keisuke Honda fête sa première sélection le 22 juin 2008, à l'occasion du match Japon-Bahreïn comptant pour les éliminatoires de la Coupe du monde 2010.
Le 10 mai 2010, il est sélectionné par Takeshi Okada, ce dernier l'ayant retenu dans la liste des 23 Japonais pour la Coupe du monde 2010. Après une campagne de préparation désastreuse - quatre défaites en autant de matchs - et à quelques heures de l'ouverture du Mondial, Takeshi Okada, l'entraîneur des Samurai Blue décide de remanier sa formation et d'aligner Honda, porteur du no 18 seul en pointe de l'attaque japonaise.
Dans un groupe avec les Pays-Bas, le Cameroun et le Danemark, jugé très difficile par les spécialistes, le Japon fait office de figuration. Mais ça n'est pas l'avis de Honda, bien décidé à changer la donne. « Le joueur le plus détesté de la défense adverse, voilà ce que je veux être », affirme-t-il durant une interview à TV Asahi. Le 14 juin, pour son premier match de Coupe du monde - le lendemain de ses 24 ans - Keisuke Honda marque le but des 3 points face aux Lions Indomptables du Cameroun, sur un centre parfait de Daisuke Matsui et propulse les siens en tête du groupe H. Le 24 juin, contre le Danemark, en chef d'orchestre d'une équipe rayonnante, il assure la qualification du Japon en 8e en transformant un splendide coup franc flottant des plus de 30 m - frappe très lourde chronométrée à plus de 100 km/h - et en tuant le match d'une passe décisive très altruiste vers son coéquipier Shinji Okazaki devant un but déserté. C'est en huitièmes de finale, contre le Paraguay que s'achève la belle aventure nippone, Honda faisant trembler une dernière fois les filets d'Afrique du Sud dans une ultime et cruelle séance de tirs au but, remportée par les Sud-Américains (0-0 a.p, 5-3 aux t.a.b), à la suite d'une malheureuse frappe de Yūichi Kaman qui atterrit sur la barre transversale. Malgré l'élimination des siens, Honda reçoit pour la troisième fois le titre d'Homme du match pour son quatrième et dernier match. Il aura en effet ébloui le mondial par sa classe. 
Le 25 décembre 2010, Keisuke Honda est logiquement retenu par le nouveau sélectionneur Alberto Zaccheroni pour disputer la Coupe d'Asie 2011. Au terme d'une finale haletante face à l'Australie qui fut jouée jusqu'en prolongation, le Japon finit par l'emporter, raflant pour la quatrième fois de son histoire la Coupe d'Asie, faisant de l'archipel la nation la plus titrée du continent. Keisuke Honda marque un but sur penalty et est élu meilleur joueur de la compétition.
En 2012, pendant le quatrième tour de la phase de qualification du Japon à la Coupe du monde 2014, Honda met un triplé face à la Jordanie sur un score final de 6 - 0. Le 4 juin 2013, face à l'Australie, il inscrit un but sur penalty, dans le temps additionnel, qui envoie le Japon au Brésil pour la Coupe du monde 2014.
Pendant la compétition, le Japon est éliminé dès le premier tour. Honda ouvre le score face à la Côte d'Ivoire, mais les Éléphants l'emportent 2-1.
Appelé à disputer la Coupe du monde 2018, il devient le 24 juin le premier joueur japonais à marquer au moins un but dans trois coupes du monde différentes, et ce, à l'occasion du match contre le Sénégal au premier tour de la compétition. Quelques jours plus tard, le Japon est éliminé par la Belgique en huitième de finale. Le Japonais annonce alors sa retraite internationale.

### Entraîneur

#### Cambodge
Pour sa première expérience d'entraîneur, Honda est nommé sélectionneur du Cambodge le 12 août 2018, tout en poursuivant sa carrière de joueur. Il quitte son poste en mai 2023 après l'élimination du pays en phase de groupe du Championnat d'Asie du Sud-Est 2022.

## Statistiques

### Statistiques détaillées
| Saison                | Club                  | Championnat           | Championnat | Championnat | Championnat | Coupe(s) nationale(s) | Coupe(s) nationale(s) | Coupe(s) nationale(s) | Supercoupe | Supercoupe | Supercoupe | Compétition(s) continentale(s) | Compétition(s) continentale(s) | Compétition(s) continentale(s) | Compétition(s) continentale(s) | Coupe du monde des clubs | Coupe du monde des clubs | Coupe du monde des clubs | Ligue régionale | Ligue régionale | Ligue régionale | Japon | Japon | Japon | Total | Total | Total |
| Saison                | Club                  | Division              | M.          | B.          | P.d.        | M.                    | B.                    | P.d.                  | M.         | B.         | P.d.       | Comp.                          | M.                             | B.                             | P.d.                           | M.                       | B.                       | P.d.                     | M.              | B.              | P.d.            | M.    | B.    | P.d.  | M.    | B.    | P.d.  |
| 2004                  | Nagoya Grampus        | J. League             | -           | -           | -           | 1                     | 0                     | 0                     | -          | -          | -          | -                              | -                              | -                              | -                              | -                        | -                        | -                        | -               | -               | -               | -     | -     | -     | 1     | 0     | 0     |
| 2005                  | Nagoya Grampus        | J. League             | 31          | 2           | 2           | 4                     | 0                     | 0                     | -          | -          | -          | -                              | -                              | -                              | -                              | -                        | -                        | -                        | -               | -               | -               | -     | -     | -     | 35    | 2     | 2     |
| 2006                  | Nagoya Grampus        | J. League             | 29          | 6           | 4           | 5                     | 2                     | 0                     | -          | -          | -          | -                              | -                              | -                              | -                              | -                        | -                        | -                        | -               | -               | -               | -     | -     | -     | 34    | 8     | 4     |
| 2007                  | Nagoya Grampus        | J. League             | 30          | 3           | 7           | 5                     | 0                     | 0                     | -          | -          | -          | -                              | -                              | -                              | -                              | -                        | -                        | -                        | -               | -               | -               | -     | -     | -     | 35    | 3     | 7     |
| Sous-total            | Sous-total            | Sous-total            | 90          | 11          | 13          | 15                    | 2                     | 0                     | -          | -          | -          | -                              | -                              | -                              | -                              | -                        | -                        | -                        | -               | -               | -               | -     | -     | -     | 105   | 13    | 13    |
| 2007-2008             | VVV Venlo             | Eredivisie            | 14+3        | 2           | 0           | -                     | -                     | -                     | -          | -          | -          | -                              | -                              | -                              | -                              | -                        | -                        | -                        | -               | -               | -               | 1     | 0     | 0     | 18    | 2     | 0     |
| 2008-2009             | VVV Venlo             | Eerste Divisie        | 36          | 16          | 13          | 1                     | 0                     | 0                     | -          | -          | -          | -                              | -                              | -                              | -                              | -                        | -                        | -                        | -               | -               | -               | 5     | 1     | 1     | 42    | 17    | 14    |
| 2009-2010             | VVV Venlo             | Eredivisie            | 18          | 6           | 7           | 2                     | 2                     | 1                     | -          | -          | -          | -                              | -                              | -                              | -                              | -                        | -                        | -                        | -               | -               | -               | 5     | 2     | 0     | 25    | 10    | 8     |
| Sous-total            | Sous-total            | Sous-total            | 71          | 24          | 20          | 3                     | 2                     | 1                     | -          | -          | -          | -                              | -                              | -                              | -                              | -                        | -                        | -                        | -               | -               | -               | 11    | 3     | 1     | 85    | 29    | 22    |
| 2010                  | CSKA Moscou           | Premier-Liga          | 28          | 4           | 4           | 1                     | 0                     | 0                     | 1          | 0          | 0          | C1+C3                          | 4+8                            | 1+1                            | 1+3                            | -                        | -                        | -                        | -               | -               | -               | 19    | 4     | 1     | 61    | 10    | 9     |
| 2011-2012             | CSKA Moscou           | Premier-Liga          | 25          | 8           | 6           | 5                     | 0                     | 3                     | 1          | 0          | 0          | C1                             | 1                              | 0                              | 0                              | -                        | -                        | -                        | -               | -               | -               | 5     | 5     | 3     | 37    | 13    | 12    |
| 2012-2013             | CSKA Moscou           | Premier-Liga          | 23          | 7           | 6           | 3                     | 1                     | 1                     | -          | -          | -          | C3                             | 2                              | 1                              | 0                              | -                        | -                        | -                        | -               | -               | -               | 10    | 3     | 0     | 38    | 12    | 7     |
| 2013-2014             | CSKA Moscou           | Premier-Liga          | 18          | 1           | 2           | -                     | -                     | -                     | 1          | 2          | 0          | C1                             | 6                              | 2                              | 2                              | -                        | -                        | -                        | -               | -               | -               | 7     | 5     | 2     | 32    | 10    | 6     |
| Sous-total            | Sous-total            | Sous-total            | 94          | 20          | 18          | 9                     | 1                     | 4                     | 3          | 2          | 0          | -                              | 21                             | 5                              | 6                              | -                        | -                        | -                        | -               | -               | -               | 41    | 17    | 6     | 168   | 45    | 34    |
| 2013-2014             | AC Milan              | Serie A               | 14          | 1           | 2           | 2                     | 1                     | 0                     | -          | -          | -          | C1                             | -                              | -                              | -                              | -                        | -                        | -                        | -               | -               | -               | 7     | 3     | 4     | 23    | 5     | 6     |
| 2014-2015             | AC Milan              | Serie A               | 29          | 6           | 4           | 1                     | 0                     | 0                     | -          | -          | -          | -                              | -                              | -                              | -                              | -                        | -                        | -                        | -               | -               | -               | 14    | 6     | 5     | 44    | 12    | 9     |
| 2015-2016             | AC Milan              | Serie A               | 30          | 1           | 3           | 7                     | 1                     | 4                     | -          | -          | -          | -                              | -                              | -                              | -                              | -                        | -                        | -                        | -               | -               | -               | 7     | 6     | 0     | 44    | 8     | 7     |
| 2016-2017             | AC Milan              | Serie A               | 8           | 1           | 0           | 1                     | 0                     | 0                     | -          | -          | -          | -                              | -                              | -                              | -                              | -                        | -                        | -                        | -               | -               | -               | 10    | 1     | 1     | 19    | 2     | 1     |
| Sous-total            | Sous-total            | Sous-total            | 81          | 9           | 9           | 11                    | 2                     | 4                     | -          | -          | -          | -                              | -                              | -                              | -                              | -                        | -                        | -                        | -               | -               | -               | 38    | 16    | 10    | 130   | 27    | 23    |
| 2017-2018             | CF Pachuca            | Ouv.+Clo.             | 12+17       | 3+7         | 0+7         | 5                     | 3                     | 1                     | -          | -          | -          | -                              | -                              | -                              | -                              | 2                        | 0                        | 0                        | -               | -               | -               | 8     | 1     | 1     | 44    | 14    | 9     |
| Sous-total            | Sous-total            | Sous-total            | 29          | 10          | 7           | 5                     | 3                     | 1                     | -          | -          | -          | -                              | -                              | -                              | -                              | 2                        | 0                        | 0                        | -               | -               | -               | 8     | 1     | 1     | 44    | 14    | 9     |
| 2018-2019             | Melbourne Victory FC  | A-League              | 20          | 7           | 5           | -                     | -                     | -                     | -          | -          | -          | AFC                            | 4                              | 1                              | 0                              | -                        | -                        | -                        | -               | -               | -               | -     | -     | -     | 24    | 8     | 5     |
| Sous-total            | Sous-total            | Sous-total            | 20          | 7           | 7           | -                     | -                     | -                     | -          | -          | -          | -                              | -                              | -                              | -                              | -                        | -                        | -                        | -               | -               | -               | -     | -     | -     | 20    | 7     | 7     |
| 2019-2020             | Vitesse Arnhem        | Eredivisie            | 4           | 0           | 0           | -                     | -                     | -                     | -          | -          | -          | -                              | -                              | -                              | -                              | -                        | -                        | -                        | -               | -               | -               | -     | -     | -     | 4     | 0     | 0     |
| Sous-total            | Sous-total            | Sous-total            | 4           | 0           | 0           | -                     | -                     | -                     | -          | -          | -          | -                              | -                              | -                              | -                              | -                        | -                        | -                        | -               | -               | -               | -     | -     | -     | 4     | 0     | 0     |
| 2020                  | Botafogo FR           | Série A               | 18          | 2           | 0           | 5                     | 0                     | 0                     | -          | -          | -          | -                              | -                              | -                              | -                              | -                        | -                        | -                        | 4               | 1               | 0               | -     | -     | -     | 27    | 3     | 0     |
| Sous-total            | Sous-total            | Sous-total            | 18          | 2           | 0           | 5                     | 0                     | 0                     | -          | -          | -          | -                              | -                              | -                              | -                              | -                        | -                        | -                        | 4               | 1               | 0               | -     | -     | -     | 27    | 3     | 0     |
| 2020-2021             | FK Neftchi Bakou      | Premyer Liqası        | 7           | 2           | 0           | -                     | -                     | -                     | -          | -          | -          | -                              | -                              | -                              | -                              | -                        | -                        | -                        | -               | -               | -               | -     | -     | -     | 7     | 2     | 0     |
| Sous-total            | Sous-total            | Sous-total            | 7           | 2           | 0           | -                     | -                     | -                     | -          | -          | -          | -                              | -                              | -                              | -                              | -                        | -                        | -                        | -               | -               | -               | -     | -     | -     | 7     | 2     | 0     |
| 2021                  | FK Sūduva             | A Lyga                | 6           | 1           | 0           | -                     | -                     | -                     | -          | -          | -          | -                              | -                              | -                              | -                              | -                        | -                        | -                        | -               | -               | -               | -     | -     | -     | 6     | 1     | 0     |
| Sous-total            | Sous-total            | Sous-total            | 6           | 1           | 0           | -                     | -                     | -                     | -          | -          | -          | -                              | -                              | -                              | -                              | -                        | -                        | -                        | -               | -               | -               | -     | -     | -     | 6     | 1     | 0     |
| Total sur la carrière | Total sur la carrière | Total sur la carrière | 420         | 86          | 73          | 48                    | 12                    | 10                    | 3          | 2          | 0          | -                              | 25                             | 6                              | 6                              | 2                        | 0                        | 0                        | 4               | 1               | 0               | 98    | 37    | 18    | 600   | 144   | 107   |

## Palmarès

### En sélection nationale
- Vainqueur de la Coupe d'Asie en 2011

### En club
- Neftchi Bakou
  - Champion d'Azerbaïdjan en 2021
- CF Pachuca
  - Vice-champion de la coupe du Mexique en 2018
- AC Milan
  - Vainqueur de la Supercoupe d'Italie en 2016
- CSKA Moscou
  - Champion de Russie en 2013
  - Vice-champion de Russie en 2010
  - Vainqueur de la Coupe de Russie en 2011 et 2013
  - Vainqueur de la Supercoupe de Russie en 2013

- VVV Venlo
  - Champion d'Eerste Divisie (deuxième division) en 2009

### Distinctions individuelles
- Élu meilleur joueur de la Coupe d'Asie des Nations en 2011
- Élu meilleur milieu de terrain du championnat de Russie en 2010[32]
- Élu meilleur joueur du Championnat des Pays-Bas de deuxième division en 2009[33]
- Élu meilleur joueur du Trofeo Tim 2014
- Nommé par l'UEFA parmi les meilleurs milieux offensifs de l'année 2010[34]
- Meilleur buteur japonais en Coupe du monde (4 buts)
- Élu homme du match contre le Cameroun, le Danemark et le Paraguay lors de la Coupe du monde en 2010 et contre la Grèce en  2014